# Gachas manchegas
Le gachas manchegas sono un piatto spagnolo, della regione della Mancia, anche se in altre regioni della Spagna si trovano varianti simili all'originale.

## Caratteristiche
Consiste in una specie di pappetta, composta da farina tostata, che in seguito è cucinata in acqua; si elabora tradizionalmente con la farina di cicerchia, pancetta di maiale, agli, paprica, olio e sale.
La farina di cicerchia non è di facile reperimento al di fuori della regione di Castiglia-La Mancha; e spesso si trova in commercio in mistura con la farina di frumento, per diluire la leggera tossicità che è legata alla farina di cicerchia (latirismo).

## Origine
In origine era cibo di pastori e gente del campo, riservata soprattutto nei giorni freddi dell'inverno. Questo piatto si consuma popolarmente seduti in cerchio intorno al "perol" ovvero alla padella dove è stato cucinato, aiutandosi con un cucchiaio o un semplice tozzo di pane.

## Varianti
In considerazione del fatto che l'ingrediente di base di tutte le gachas è la farina di cicerchia, esistono numerose varianti, che sono più o meno conosciute con il nome del luogo dove sono consumate più frequentemente.

### Castiglia-La Mancha
In alcuni luoghi, come nella La Mancha di Cuenca, si accompagna anche con funghi o patate. In questa stessa provincia, più precisamente nella comarca della Serranía e anche in altri posti in epoca di macellazione del maiale, si suole accompagnare con fegato di maiale, cucinato separatamente, triturato fine e aggiungendolo al soffritto contemporaneamente all'acqua.
Altri possibili accompagnamenti sono le guindillas (piccoli peperoncini) piccanti o i cetriolini sottaceto.

### Comunità Valenciana
Nella zona del Rincón de Ademuz, Provincia di Valencia si cucinano le celebri gachas preparate con farina di frumento o mais, accompagnate da derivati suini, pomodori, aioli, lumache e bacalà. La differenza tra questa gachas e quelle della Mancia è dovuta al fatto che queste si cucinano in un pentolone di rame, e non si spappolano tipo purée, ma si gira la farina al termine della cottura e si versa in modo che prenda la forma di zollette, che poi si prendono con il cucchiaio e si accompagnano a gusto. Fanno pure parte della cucina tradizionale della stessa zona le almortas di farina di guijas (una varietà di cicerchia), e queste sono molto simili alle tipiche gachas manchegas.

### Andalusia

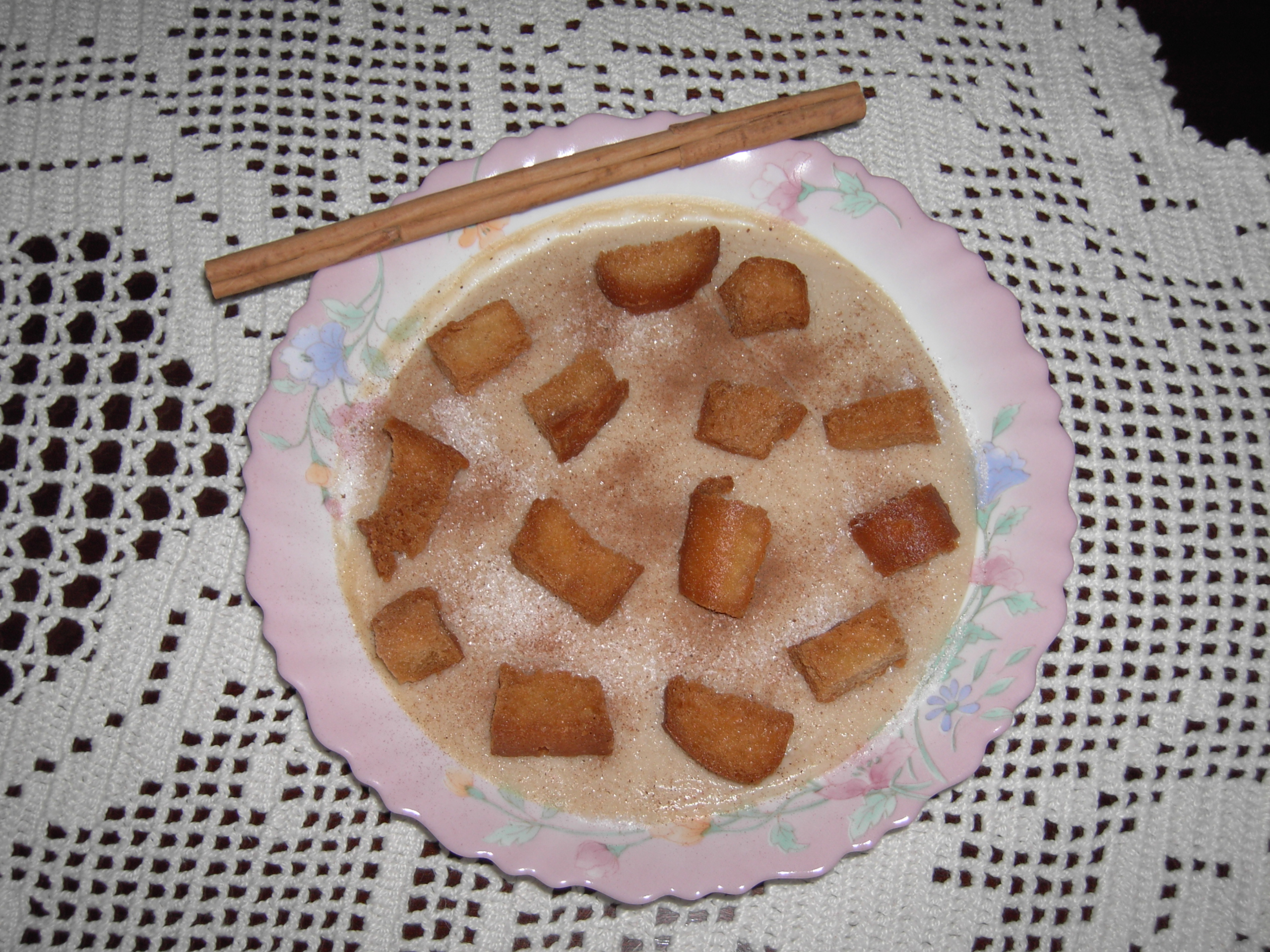
Gachas andaluse.

In Andalusia si consumano tradizionalmente in un'altra versione: le gachas di frumento.
Altre varianti sono:
- Gachas dolci
- Gachas di frattaglie
- Gachas colorate
- Gachas di Malaga
- Gachas migas
- Gachas di Cordova
- Gachas al peperone
- Gachas di Almería
- Gachas alpujarreñas (Granada)
- Gachas serranas
- Gachas di migas manchegas

### In altri paesi
Le gachas compaiono anche nella gastronomia tradizionale russa, come uno dei piatti più tipici e popolari. Questo si deve sia al fatto che a queste latitudini è possibile trovare la materia prima (cicerchia, frumento, altri cereali), come al fatto che questo è un piatto molto economico e raggiungibile da gente di scarsa capacità economica.

## Festival
Annualmente, l'ultimo sabato di novembre (dall'anno 2010 il primo sabato di novembre), si celebra in Alcázar di San Juan il "Concorso Nazionale di Gachas Manchegas", con degustazione gratuita di questo piatto.
A Cuenca, durante le feste di San Matteo, si celebra un concorso di gachas molto popolare.
Sempre con cadenza annuale, si celebra in Herencia il "Concorso di Gachas Manchegas" tra i tanti eventi che caratterizzano il suo famoso carnevale dichiarato di Interesse Turístico Regionale.
Durante la festività di San Julián, il giorno 29 di gennaio, ha luogo nel municipio di Case di Haro (Cuenca) la degustazione e concorso di gachas. Durante questo giorno, chiamato dai locali "San Julianete", nel parco dell'incrocio principale, ha luogo un concorso e degustazione gratuita di questo piatto tipico.

## Curiosità
Tanto nel municipio di Belmonte (Cuenca), Case di Haro (Cuenca), Torrubia del Campo (Cuenca) come in quelli di Herencia e Villarrubia de los Ojos (Ciudad Real), Socuéllamos (Ciudad Real) e Consuegra e Villanueva di Alcardete (Toledo) così come in alcuni villaggi della provincia di Jaén, hanno per abitudine di non mangiare gachas quando è morto qualcuno nel paese. Si dice che - se c'è stato un morto - questo giorno metterà il dito nel piatto di portata.